# Стирлинг, Стивен Майкл
Стивен Майкл Стирлинг (род. 1953) — канадско-американский писатель-фантаст французского происхождения. Пишет в жанре альтернативной истории, в частности паропанк.